# 袁淮
袁淮（1493年—？），字伯昭，號真白，直隸河間府任丘縣人，民籍，明朝政治人物。

## 生平
正德十一年（1516年）丙子科順天鄉試第六名舉人，十二年（1517年）中式丁丑科會試第二百六十二名，三甲第九十五名進士。工部觀政，授河南郟縣知縣，十六年（1521年）任河南杞縣知縣，善吟詠，有詩名，嘉靖五年（1526年）任山西臨汾縣知縣，升泗州知州，擢戶部員外郎，升郎中，十四年（1535年）任淮安府知府，調懷慶府知府，再調慶陽府知府，累官至陝西苑馬寺少卿，致仕。

## 家族
曾祖袁斌；祖父袁琮；父袁善，母蔣氏。具慶下。